# 弗里德里希·恩格爾霍恩
弗里德里希·恩格爾霍恩（德語：Friedrich Engelhorn，1821年7月17日—1902年3月11日）是一名德國工業家，路德維希港巴斯夫公司的創辦人。

## 早年生活
恩格爾霍恩於1821年7月17日出生在曼海姆，父親是一名釀酒師和酒館老闆。九歲時，他被送進當地的文法學校，四年後離開學校，成為一名金匠學徒。在經歷美因茨、法蘭克福、慕尼黑、維也納、日內瓦、里昂和巴黎的傳統旅程後，恩格爾霍恩於1847年在家鄉開了一家金匠店。
由於1848年革命的影響，他的生意開始出現經濟問題，因此恩格爾霍恩在曼海姆建立了一家私人煤氣廠。他生產和銷售瓶裝煤氣，用於酒館和工坊的照明。三年後，恩格爾霍恩成為公共煤氣廠的租戶，開始用瓦斯照明城市街道。

## 巴斯夫
用煤炭生產天然氣時，會產生大量焦油副產品。1856年，威廉·珀金發現焦油可用於用苯胺製造合成染料。恩格爾霍恩很快意識到珀金的發現為自己的生意帶來了商機，於是在曼海姆煤氣廠不遠處建立一家小型苯胺和染料工廠。1861年，他開始生產品紅。

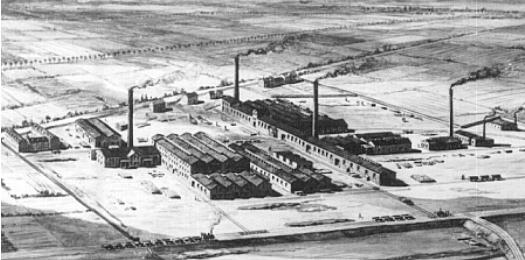
路德維希港的巴斯夫工廠，1866年

1865年4月6日，恩格爾霍恩與幾位合夥人共同創建巴德苯胺和鹼廠（巴斯夫），但是這些商人在為新公司尋找廠址時遇到了問題。起初，他們想在曼海姆購買地皮，但由於市議會不願意出售新工廠的地皮，他們的競標失敗。就在市議會做出決定的第二天，已成為公司商務總監的恩格爾霍恩前往鄰近的路德維希港購買了土地。
新企業取得巨大成功，並很快成為重要的化學企業。成立兩年後，巴斯夫就僱用了300多名員工。僅花幾年時間，巴斯夫就邁出跨國公司的第一步。1873年，在紐約設立銷售辦公室。三年後，在莫斯科附近的布蒂爾基（Butirki）建立生產基地，並於1878年接管位於索恩河畔新維爾（Neuville-sur-Saône）的一家法國工廠。
巴斯夫從一開始就從事化學研究。1868年，公司代表恩格爾霍恩任命化學家海因里希·卡羅為實驗室的第一任負責人。在與柏林大學教授卡爾·格雷貝和卡爾·利伯曼的合作下，發現了第一種合成染料茜素。1869年，這項突破性發現終於在普魯士、法國和英國申請專利。

## 晚年生活

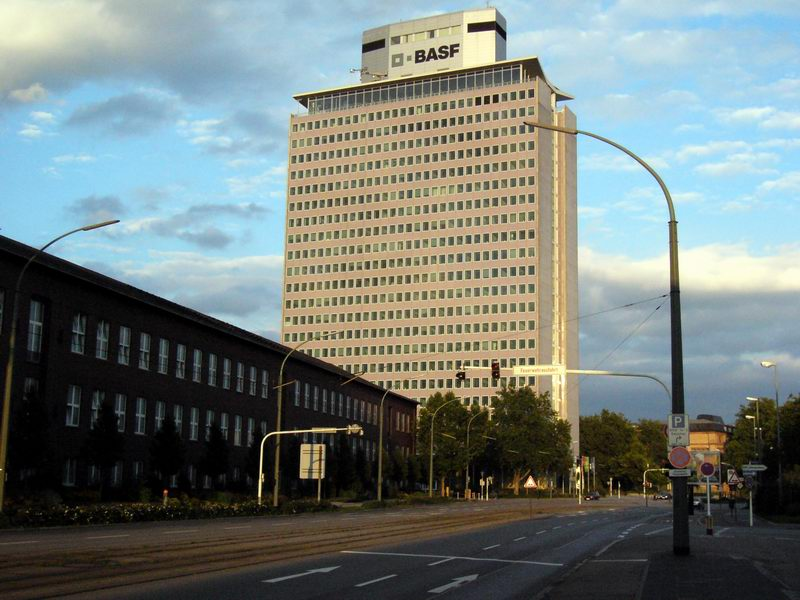
弗里德里希·恩格爾霍恩大樓

1884年，恩格爾霍恩因與合夥人發生爭執，從巴斯夫的管理部門調到監事會，一年後離開公司。1883年，他收購曼海姆的醫藥公司「勃林格殷格父子」（Boehringer und Söhne）。同年，他的長子成為這家工廠的負責人。
恩格爾霍恩也是薩克森州艾倫堡「德國賽璐珞廠」（Deutsche Zelluloidfabrik）等其他公司的監事會成員。
1902年3月11日，恩格爾霍恩在曼海姆去世。他是一名基督徒。
1957年，巴斯夫新建的商務部以他的名字命名，這座101公尺高的大樓是路德維希港的標誌性建築。

## 延伸閱讀
- Hippel, Wolfgang von: Becoming a Global Corporation – BASF from 1865 to 1900, in: Abelshauser, Werner (ed.), German Industry and Global Enterprise – BASF: The History of a Company, Cambridge 2004, p. 5-35.

## 外部連結
- History of BASF